# Верижен мотобуксир
Мотобуксир наричан популярно в Русия мотособака (собака;рус. - куче, по аналогия с шейна теглена от кучета), англ. SnowDog или мини снегоблатоход е моторно превозно средство с вериги теглещо шейна /влек/ влачка. Водачът и полезният товар са поместени в шейната. Някои модели мотобуксири може да имат товарна зона върху тях.
Двигатела е обикновено едноцилиндров бензинов, задвижването гумена гъсеница на ролки което позволява движение по сняг, лед, кал и блатисти местности.
Завъртането на теглещото превозно средство се извършва чрез завъртане на влекача спрямо шейната. Дроселната ръчка за газ е разположена на дръжката. Спирачният механизъм по правило отсъства.
Максималната скорост на мотобуксирите като правило не надвишава 30-40 км / ч.

## История
Първите образци на мотобуксири са били известни през 50-те години на миналия век в САЩ и Канада. По правило това са самостоятелно конструирани несерийни модели .
- От 1962-1963. - В Канада се произвежда мотобуксир Hus Ski Snow Traveler с 10 к.с.двигател West Bend Motor
- От 1963-1964. - Hus Ski M 200 с JLO Motor двигател
- От 1965-1966. - Модел Bolens Hus Ski 444 с JLO двигател10.4 к.с.
- 1967 г. - Модел Bolens Diablo Rouge Model 500 с 16 к.с. двигател Hirth Motor
- От 1968-1969. Bolens Diablo Rouge Model 502 с Hirth Motor с мощност 16 к.с. [2].

През 80-те години в Канада в провинция Алберта за първи път започват да използват „Motodog“ - маломощен влекач на гъсеница, за да се увеличи сцеплението и стабилността, започват да се използват двугъсенични конструкции а за по-голямо тегло на влекача с цел увеличаване на сцеплението с грунта е монтирана товарна платформа. Caterpillar се заинтересува и произвежда конструкция която финализира и няколко години масово произвежда мотобуксири.

## Варианти
Мотобуксирите нямат спирачки; водачът винаги трябва да помни това, особено при движение по неравен терен.

## Сглобяеми моторни шейни
Сглобяемите моторни шейни са между мотобуксирите и „големите“ моторни шейни. Те могат да бъдат разглобени на няколко части и транспортирани в купето на лек автомобил комби. Сглобяването и демонтирането на снегомобила отнема много кратко време.

## бележки
1. ↑  Прототип Bolens Hus Ski, 1958 г.
2. ↑  Hus Ski and Diablo Rouge Models — Bolens Hus Ski and Diablo Rouge